# Brodus Clay
George T. Murdoch (ur. 21 lutego 1973 w Bostonie, Massachusetts) – amerykański wrestler, aktor, osobowość telewizyjna i komentator polityczny. W biznesie wrestlingu bardziej znany jako Brodus Clay (WWE) oraz Tyrus (Impact Wrestling). Posiadacz tytułów mistrzowskich NWA Worlds Heavyweight Championship i NWA World Television Championship w ogólnoamerykańskiej federacji National Wrestling Alliance (NWA).

## Kariera

### Wczesne życie i różne ścieżki kariery zawodowej (1973 – 2006)
Murdoch jest mulatem. Jego ojciec był Afroamerykaninem, matka natomiast była rasy kaukaskiej. Jak sam wspomniał – pochodził z rodziny, gdzie obecna była przemoc domowa. Jako dziecko doświadczył maltretowania ze strony ojca, który uderzył go uszkadzając mu oko – to wydarzenie skłoniło matkę Murdocha do opuszczenia partnera. Podczas gdy matka Murdocha wróciła do domu swoich rodziców, Murdoch stwierdził, że on i jego brat nie byli tam mile widziani, ponieważ byli mulatami. Murdoch stwierdził, że on i jego brat przez pewien okres mieszkali w rodzinie zastępczej. W wieku 15 lat opuścił matkę.
W 1990 uczęszczał do szkoły średniej Quartz Hill High School w Los Angeles, a następnie od 1992 do Antelope Valley College. Przed 1995 był studentem na University of Nebraska at Kearney gdzie studiował pedagogikę. W czasach szkolnych grywał w college football, jednak jak sam wyznał, karierę w futbolu amerykańskim musiał zakończyć przez operację wyrostka robaczkowego, przy której uszkodzony został jeden z nerwów przewodzących prawej nogi, przez co zaczął utykać. Następnie rozpoczął pracę jako ochroniarz rapera Snoop Dogga co wielokrotnie podkreślano w WWE podczas jego występów.

### World Wrestling Entertainment / WWE (2006 – 2014)
Po podpisaniu kontraktu z WWE został przeniesiony do federacji rozwojowej Deep South Wrestling (DSW), gdzie od września 2006 występował jako G-Rilla przyjmując gimmick ulicznego gangstera. W czerwcu 2007 pojawił się we Florida Championship Wrestling (FCW) występując w tej federacji do początku lutego 2008, następnie został zwolniony po czym zrobił dwuletnią przerwę od występów w wrestlingu.
W styczniu 2010 ponownie podpisał kontrakt z WWE występując w FCW i w maju 2010 przyjmując nowy gimmick jako Brodus Clay, który stanowił nawiązanie do prawdziwego imienia i nazwiska rapera Snoop Dogga (Calvin Cordozar Broadus). W finale sezonu trzeciego NXT ogłoszono nowy skład na sezon czwarty programu, w którym znalazł się Brodus Clay, a jego mentorami zostali Ted DiBiase Jr. i Maryse. W NXT zadebiutował w grudniu 2010 pokonując w tag teamie u boku Teda DiBiase Jr., Byrona Saxtona i jego mentora Chrisa Mastersa. W styczniu 2011 zaatakował Teda DiBiase Jr. wybierając na swojego nowego mentora Alberto Del Rio. W finale sezonu czwartego NXT znalazł się na drugim miejscu przegrywając tylko z Johnnym Curtisem.
W dniu 7 marca 2011 zadebiutował na Raw jako ochroniarz Alberto Del Rio występując do gali Extreme Rules (2011), a następnie został wycofany na trzy miesiące z telewizji w związku z pracą aktorską przy filmie Nie przeżyje nikt (2012). Od sierpnia 2011 zaczął występy w programie WWE Superstars.
Od listopada 2011 WWE zaczęło wypuszczać winiety w programie WWE Raw zwiastujące powrót Claya do głównych programów WWE. W styczniu 2012 zadebiutował w nowym gimmicku jako The Funkasaurus. Postać Funkasaurusa przedstawiała wielbiciela i tancerza muzyki funk i disco. Zaadaptował też wcześniejszy motyw muzyczny Ernesta „The Cat” Millera pt. Somebody Call My Momma. W tym samym czasie dołączył do niego żeński tag team Funkadactyls (Naomi i Cameron), a całą trójkę zapowiadano z „Planety Funku”. Przez cały 2012 prowadził różne rywalizacje jako mid-carder. Pod koniec stycznia 2013 utworzył tag team z Tensaiem. Drużyna nosiła nazwę Tons of Funk i prowadziła różne rywalizacje aż do listopada 2013, kiedy Clay zaczął odnosić się z agresją do debiutującego wtedy Xaviera Woodsa i przechodząc heel turn. Następnie krótko prowadził feud z Tensaiem, przeciwko któremu się obrócił. Dalszą rywalizację po odejściu Tensaia w styczniu 2014 prowadził w NXT z różnymi wrestlerami aż do czerwca 2014 kiedy jego kontrakt z WWE dobiegł końca, przez co wrestler opuścił federację.

### Total Nonstop Action Wrestling / Impact Wrestling; federacje niezależne i National Wrestling Alliance (2014 – 2023)
W Total Nonstop Action Wrestling (Impact Wrestling) zadebiutował jako Tyrus we wrześniu 2014 sprzymierzając się z Ethanem Carterem III. Drużyna walczyła z różnymi tag teamami w TNA. Tyrus uzyskał również szansę na walkę o TNA World Heavyweight Championship dzięki wygranemu turniejowi gauntlet match podczas gali Bound for Glory (2015). Przez kolejne miesiące prowadził różne rywalizacje w TNA / Impact aż do sierpnia 2017 kiedy to promocja Impact ogłosiła rozwiązanie kontraktu z nim. Po tym wydarzeniu Murdoch skomentował odejście z federacji Impact jako, że nie czuł się najlepiej w związku z powrotem Jeffa Jarretta do promocji. W styczniu 2018 powrócił do TNA jako antagonista prowadząc feud z Ethanem Carterem III, jednak już w kwietniu 2018 ponownie rozstał się z federacją. Murdoch stwierdził, że „był słabo bookowany na kolejne wydarzenia co skłoniło go do ponownego odejścia z federacji”. W grudniu 2018 pojawił się w niezależnej federacji Tommy’ego Dreamera o nazwie House of Hardcore (HoH).
W marcu 2021 ogólnoamerykańska federacja National Wrestling Alliance (NWA) ogłosiła w swoich mediach społecznościowych, że Tyrus zaliczy swój debiut w szeregach tej promocji. Tyrus pojawił się w walce przeciwko J.R. Kratosowi, którą wygrał na gali NWA Back For The Attack. W sierpniu 2021 podczas jednego z odcinków NWA Powerrr pokonał The Pope’a o tytuł NWA World Television Championship. Mistrzostwo zwakował we wrześniu 2022 ze względu na przejście do walk o tytuł NWA Worlds Heavyweight Championship.
W listopadzie 2022 na gali NWA Hard Times 3 pokonał w Three-way matchu Trevora Murdocha i Matta Cardonę o tytuł NWA Worlds Heavyweight Championship.
Pod koniec sierpnia 2023 utracił tytuł NWA Worlds Heavyweight Championship na gali NWA 75th Anniversary Show na rzecz EC3. Po walce ogłosił emeryturę od wrestlingu składając jednocześnie podziękowania rodzinie, przyjaciołom i prezesowi NWA – Billy’emu Corganowi. Powodem odejścia Tyrusa z biznesu zawodowych zapasów stała się chęć zacieśnienia relacji rodzinnych ze swoimi dziećmi.

### Inne media; komentator polityczny oraz aktor
W listopadzie 2016 komentator telewizji Fox News, Greg Gutfeld zaprosił Murdocha do wspólnego komentowania wydarzeń politycznych w programie The Greg Gutfeld Show. Okresowo występował w różnych programach Fox News jako gościnny komentator. Stał się również regularnym gościem podczas dziennego pasma The Daily Briefing prowadzonego przez Danę Perino. Od kwietnia 2021 występował jako regularny komentator i panelista w programie Gutfeld!.
Deklarował się jako zwolennik Donalda Trumpa chociaż nie wziął udziału w wyborach prezydenckich w 2016 i nie jest jasne czy głosował w następnych wyborach w 2020. Od 2018 do 2019 był współprowadzącym programu pt. Un-PC emitowanym na kanale VOD Fox Nation. W styczniu 2019 rozpoczął prowadzenie własnego programu w sieci Fox pt. Nuff Said.
W 2019 współprowadząca z nim program Un-PC Britt McHenry oskarżyła go o molestowanie seksualne po tym, jak Murdoch rzekomo wysłał jej serię wulgarnych SMS-ów. Według Fox News sprawa została zbadana i rozwiązana, jednak 10 grudnia 2019 McHenry złożyła pozew o molestowanie seksualne przeciwko Fox News i Murdochowi. Następnie McHenry stwierdziła, że zgubiła telefon zawierający wiadomości tekstowe, które według niej były kluczowe dla jej zeznań. W lipcu 2021 roku dobrowolnie oddaliła pozew i opuściła sieć Fox, prawdopodobnie w ramach ugody prawnej.
W kwietniu 2022 wydał książkę autobiograficzną pt. Just Tyrus: A Memoir, w której opisał swoje trudne dzieciństwo, pracę ochroniarską dla Snoop Dogga oraz karierę zawodowego zapaśnika i komentatora politycznego. W 2023 wydał drugą książkę pt. Nuff Said traktującą o polityce wewnętrznej i zagranicznej oraz o szeroko pojętych zagadnieniach społecznych dotyczących Stanów Zjednoczonych. Od stycznia 2024 prowadzi podcast pt. Maintaining with Tyrus na platformie OutKick. 
Jego postać jako Brodus Clay pojawiła się w serii gier komputerowych WWE: WWE ’12, WWE ’13 i WWE 2K14.
Murdoch jest również okazjonalnie aktorem filmowym i telewizyjnym. Poniższe tabele pokazują dotychczasowe produkcje, w których wziął udział:

#### Film

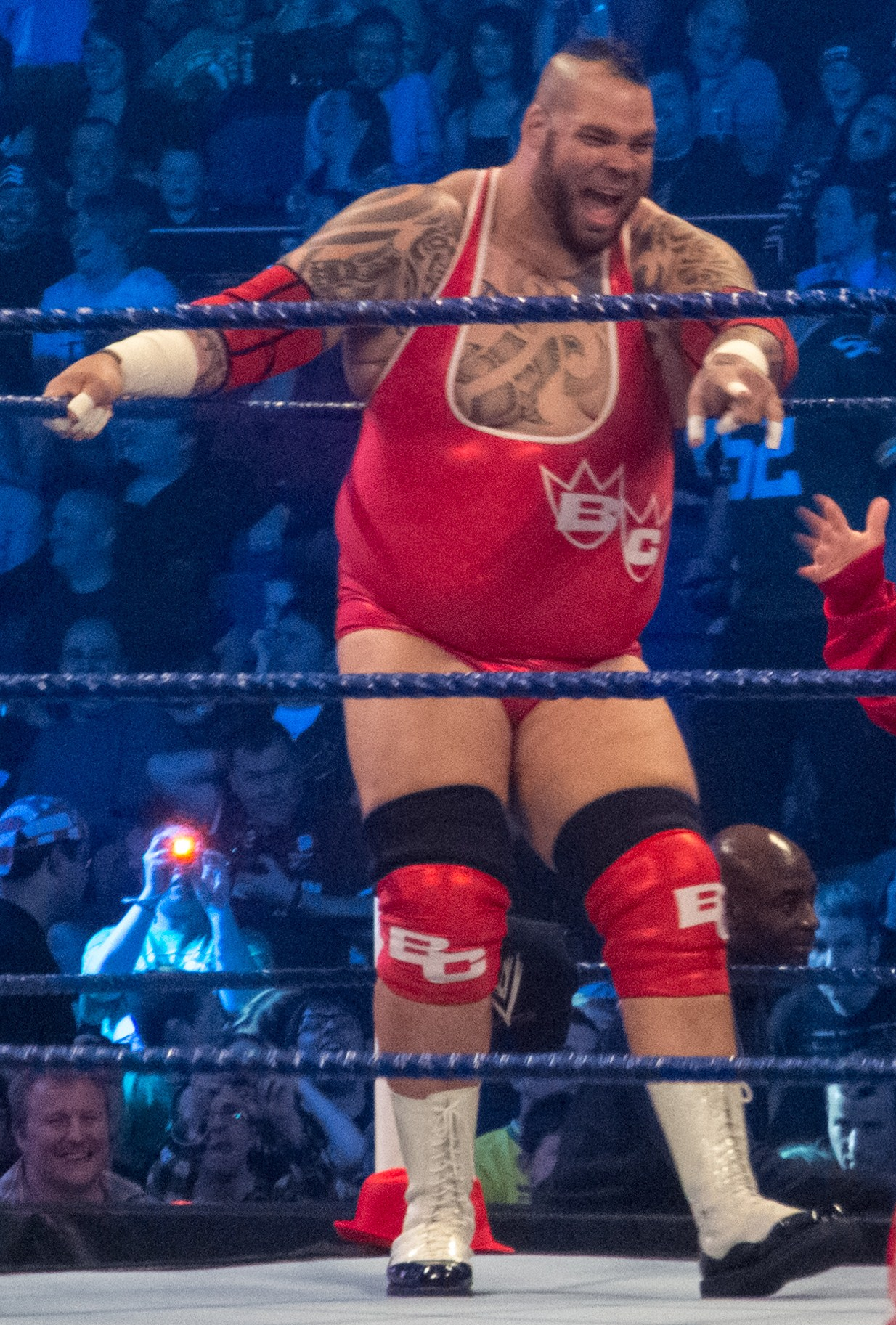
Murdoch jako Brodus Clay w kwietniu 2012.

| Rok  | Tytuł                            | Rola                        | Uwagi   |
| ---- | -------------------------------- | --------------------------- | ------- |
| 2012 | Nie przeżyje nikt                | Ethan                       |         |
| 2014 | Scooby-Doo! WrestleMania Mystery | Brodus Clay                 | dubbing |
| 2017 | Enuattii                         | Bateman                     |         |
| 2017 | Supercon                         | Callahan                    |         |
| 2020 | Stand On It                      | Sheriff Cletus T. Necessary |         |
| 2021 | Poker Run                        | Cletus T. Necessary         |         |

#### Telewizja
| Rok          | Tytuł            | Rola                | Uwagi                       |
| ------------ | ---------------- | ------------------- | --------------------------- |
| 2013         | Total Divas      | on sam              | 3 odcinki                   |
| 2014         | Trashville       | Danye East          | Odc.: „Meeting the Maker”   |
| 2016–obecnie | Gutfeld!         | on sam              | Regularny panelista         |
| 2017         | GLOW             | Mighty Tom Jackson  | 2 odcinki                   |
| 2017         | Preacher         | Strażnik piekieł    | 3 odcinki                   |
| 2017         | Syn              | Dylan               | 13 odcinków                 |
| 2017         | MacGyver         | Goliath             | 1 odcinek                   |
| 2018         | Love             | Keith the Creamator | 1 odcinek                   |
| 2018         | Noc oczyszczenia | Strażnik wrót       | Odc. 4: „Release the Beast” |
| 2019         | Nuff Said        | On sam              | Główny prowadzący           |

### Tytuły i osiągnięcia
- National Wrestling Alliance
  - NWA World Heavyweight Championship (1 raz)
  - NWA World Television Championship (1 raz[36])
- Pennsylvania Premiere Wrestling
  - PPW Heavyweight Championship (1 raz)
- Pro Wrestling Illustrated
  - Sklasyfikowany na 74. miejscu wśród 500 najlepszych wrestlerów w zestawieniu PWI 500 w 2012.
- Total Nonstop Action Wrestling
  - Bound for Gold (2015)
- WWE
  - Slammy Awards (1 raz)
    - Najlepszy tancerz roku (Best Dancer of the Year; 2012)